# Agrotis epicremna
Agrotis epicremna là một loài bướm đêm thuộc họ Noctuidae. Nó là loài đặc hữu của Kauai, Molokai, Maui và Đông Maui.
Ấu trùng được cho là ăn các loài Argyroxiphium.